# Aleksandar Rogić
Aleksandar Rogić (serb. Александар Рогић; ur. 3 sierpnia 1981) – serbski piłkarz, następnie trener piłkarski. Był asystentem selekcjonerów reprezentacji Serbii oraz Ghany. Podczas swojej kariery współpracował z Radomirem Anticiem, Dickiem Advocaatem, Vladimirem Vermezoviciem, Goranem Stevanoviciem i Danilo Dončiciem.

## Kariera zawodnicza
Rogić rozpoczął karierę zawodniczą w młodzieżówce serbskiej FK Slobody Užice. Następnie grał w juniorach zespołu OFK Beograd. Występy seniorskie Aleksandar Rogić zaliczył z kolei w barwach Policajaca Belgrad, bośniackiej FK Kozary Gradiška oraz FK Radniček Belgrad.

## Kariera menedżerska

### Początki
Rogić jest absolwentem Wydziału Sportu i Wychowania Fizycznego Uniwersytetu w Belgradzie. Początkowo prowadził zespoły młodzieżowe Policajaca Belgrad oraz FK Rad U-19.

### Asystent trenera
Pierwszym klubem Rogicia w roli asystenta trenera była maltańska Floriana FC w sezonie 2007/08. W sierpniu 2008 został on z kolei asystentem trenera reprezentacji Serbii w piłce nożnej, prowadzonej przez Radomira Antica. W 2010 stał się najmłodszym trenerem drużyny piłkarskiej Serbii oraz najmłodszym trenerem, który brał udział w Mistrzostwach Świata w RPA. Kampania kwalifikacyjna do afrykańskiego mundialu rozpoczęła się we wrześniu 2008 roku. W grupie eliminacyjnej nr 7 prócz Serbów znaleźli się mistrzowie świata 1998 oraz wicemistrzowie czempionatu 2006 Francuzi, Rumunia, a także Austria, Litwa i Wyspy Owcze. Dzięki siedmiu zwycięstwom, remisowi i dwóm porażkom z dwudziestoma dwoma punktami na koncie zakwalifikowali się oni z pierwszego miejsca o punkt wyprzedzając Francję. Bezpośredni awans Serbowie zapewnili sobie na kolejkę przed końcem eliminacji wygrywając 5:0 u siebie z Rumunią.
Podobnie jak Serbia i Czarnogóra w 2006 roku, Serbia (już jako samodzielna reprezentacja) była typowana na czarnego konia turnieju w RPA. Mocnym punktem zespołu była obrona, którą tworzyli Nemanja Vidić, Neven Subotić, Aleksandar Kolarov i Branislav Ivanović. Kapitanem drużyny był Dejan Stanković, który jako jedyny wystąpił w mistrzostwach świata, grając w trzech różnych reprezentacjach (Jugosławia, Serbia i Czarnogóra, Serbia). Na czempionacie 2010 Serbowie mierzyli się z Ghaną, Niemcami i Australią. Zwyciężyli z reprezentacją Niemiec, jednak przegrali z Ghaną oraz Australią i odpadli z turnieju już po fazie grupowej. W 2011 roku został asystentem trenera reprezentacji Ghany, Gorana Stevanovicia. W 2012 roku był asystentem Vladimira Vermezovicia w Partizanie Belgrad. Klub ze stolicy Serbii zakwalifikował się wtedy do fazy grupowej Ligi Europy UEFA. 25 grudnia 2012 ogłoszono, że Radomir Antić podpisał dwuletni kontrakt z Shandong Luneng Taishan, zespołem chińskiej Superligi. Jego asystentem został Rogić. We wrześniu 2014 wrócił do reprezentacji Serbii, prowadzonej ówcześnie przez Dicka Advocaata. W styczniu 2015 znalazł się ponownie w Chinach, będąc ponownie asystentem Radomira Anticia w Hebei China Fortune.

### Trener
Jako pierwszy trener zadebiutował 29 lipca 2017 w Tallinna FC Infonet. Zdobywca nagrody „Managera miesiąca” w Meistriliidze (6 zwycięstw w 7 meczach, szczególnie cenne zwycięstwa odnotował  wygrywając mecze derbowe z Levadią 2:1 i Florą 4:2). W listopadzie 2017 roku został trenerem Levadii Tallinn. Pierwsze trofeum z tym zespołem zdobył 23 lutego 2018 roku, kiedy Levadia wygrała Superpuchar Estonii pokonując zespół Flory 4:3 w serii rzutów karnych. Ten sam przeciwnik był rywalem Levadii w finale Pucharu Estonii 19 maja tego roku. Levadia wygrała ten mecz 1:0, zdobywając tym samym drugie trofeum pod wodzą Rogicia. W kwietniu 2018 Rogić został ponownie wyróżniony nagrodą „Menedżera miesiąca” w Meistriliidze. We wrześniu 2019 został zwolniony.
11 października 2019 Aleksandar Rogić podpisał kontrakt z Arką Gdynia, dwukrotnym zwycięzcą Pucharu i Superpucharu Polski. Trener Grudnia 2019 w Ekstraklasie. W marcu 2020 zrezygnował z prowadzenia drużyny.